# SeatGeek Stadium
El SeatGeek Stadium és un estadi de futbol del poble de Bridgeview a la ciutat de Chicago a l'estat d'Illinois. Fins 2018 es deia Toyota Park i va canviar de nom per un canvi de patrocinador. De 2006 a 2019 era l'estadi del Chicago Fire, club de la Major League Soccer, que se'n van anar a l'estadi Soldier Field.
Inaugurat l'11 de juny del 2006, és un estadi d'estil europeu i té una capacitat per uns 20.000 espectadors. La construcció va costar més de 100 milions de dòlars. Està dissenyat per poder ser ampliat fins als 30.000 espectadors i per acollir concerts. Disposa de gespa natural. Les primeres files dels seients estan a menys de tres metres del terreny de joc i té pràcticament tots els seients coberts. També disposa de 42 llotges per executius, sis àmplies llotges de grup i de les oficines del club.